# Stepan Ivanovich Lubarsky
Stepan Ivanovich Lyubarsky (tiếng Nga: Степан Иванович Любарский; 27 tháng 12 năm 1896, Peski, tỉnh Grodno  - 16 tháng 4 năm 1945, gần thành phố Forst, Đức) là một chỉ huy quân sự Hồng quân Liên Xô, hàm Trung tướng, hy sinh trong Chiến tranh Vệ quốc vĩ đại. Trong những năm chiến tranh, ông đã tham gia trận chiến gần Moskva, các chiến dịch Bolkhov, Spas-Demensk, Smolensk, Rogachev-Zhlobin, Carpathian-Uzhgorod, Thượng và Hạ Silesia.

## Tiểu sử
Sau khi tốt nghiệp tiểu học, ông làm việc ở vùng nông thôn, tại một nhà máy vải ở Białystok. Năm 1915, theo lệnh động viên, ông bị bắt vào quân đội Nga hoàng. Tháng 2 năm 1918, ông tình nguyện gia nhập Hồng quân. Trong những năm nội chiến, ông đã thăng tiến từ một đại đội trưởng lên chỉ huy Trung đoàn súng trường số 9 Turkestan.
Năm 1929, ông vào Học viện Quân sự Frunze, từ năm 1936, ông học tại Học viện Bộ Tổng tham mưu. Ông là tác giả của một số sách giáo khoa và một trong những chuyên khảo quân sự đầu tiên của Liên Xô tổng kết kinh nghiệm của Nội chiến Tây Ban Nha.
Năm 1939, ông được điều động chiến đấu trong Chiến dịch Khalkhyn Gol.
Từ năm 1940, ông là phó trưởng phòng, trưởng phòng Tổng cục huấn luyện chiến đấu của Hồng quân, cấp bậc Lữ đoàn trưởng (kombrig). Năm 1941, Trưởng phòng tác chiến Bộ chỉ huy Quân khu.
Chiến tranh Vệ quốc vĩ đại nổ ra, ông được bổ nhiệm làm phó tham mưu trưởng Cụm quân dự bị của Bộ Tổng tư lệnh, từ tháng 7 năm 1941 - Trưởng phòng Tác chiến của Bộ chỉ huy Phương diện quân Tây.
Từ ngày 13 tháng 12 năm 1941 đến ngày 23 tháng 4 năm 1944, ông là Tham mưu trưởng Tập đoàn quân 10. Ngày 2 tháng 1 năm 1942, ông được phong quân hàm Thiếu tướng, ngày 22 tháng 2 năm 1944, thăng Trung tướng.
Từ ngày 24 tháng 4 đến ngày 5 tháng 5 năm 1944, ông là Tham mưu trưởng Phương diện quân Belorussia 2. Tuy nhiên, do thất bại chiến trường cùng với sự dèm pha của Mehlis, ông bị cách chức cùng với Tư lệnh phương diện quân Petrov.
Từ ngày 30 tháng 5 đến ngày 20 tháng 11 năm 1944, ông là Tham mưu trưởng Tập đoàn quân độc lập Duyên hải Ngày 7 tháng 12 năm 1944 đến ngày 16 tháng 4 năm 1945, Tham mưu trưởng Tập đoàn quân cận vệ 3, dưới quyền Tư lệnh của Thượng tướng Vasily Gordov. Tập đoàn quân tác chiến trên hướng tấn công chính của Phương diện quân Ukraina 1, dưới quyền của Tư lệnh phương diện quân, Nguyên soái Liên Xô Ivan Konev, trong chiến dịch Berlin.
Ông hy sinh ngày 16 tháng 4 năm 1945 khi băng qua sông Neisse gần thành phố Forst (Đức). Lễ tang của Lyubarsky diễn ra tại nghĩa trang Lychakiv với tất cả danh dự quân đội. Tro cốt di hài được chuyển đến thành phố Lvov, an táng trên Đồi Vinh quang.

## Giải thưởng quân sự
- Huân chương Cờ đỏ (20/02/1928)
- Huân chương Lenin
- 3 Huân chương Cờ đỏ
- Huân chương Sao đỏ
- Huân chương Suvorov hạng 2
- Huân chương Kutuzov hạng 1[8].

## Khảo luận
- Любарский С. И. Некоторые оперативно-тактические выводы из опыта войны в Испании. — М.: Воениздат, 1939. — 72 с. (электронные каталоги РНБ   - x
)

## Tưởng niệm
Theo quyết định của Ủy ban điều hành Hội đồng thành phố Berezovsky vào tháng 12 năm 1967, phố Severnaya được đổi tên thành phố Lyubarsky thuộc thị trấn Bereza. Tại quê hương của vị tướng ở làng Peski, một tượng đài đã được khánh thành về ông.